# Ханселл, Хейвуд
Хейвуд Шеперд Ханселл младший (англ. Haywood Shepherd Hansell Jr.; 28 сентября 1903 — 14 ноября 1988) — генерал ВВС США во время Второй мировой войны. Сторонник доктрины стратегической бомбардировки. Был одним из главных архитекторов концепции высокоточных бомбардировок, которая определила использование авиации ВВС США в войне.
Ханселл сыграл ключевую роль в стратегическом планировании воздушных операций США. Это включало разработку как стратегических планов воздушной войны (AWPD-1 и AWPD-42), так и плана массированных налетов на промышленные объекты Германии и создание базы для боевых действий B-29 Superfortress на Марианских островах. Разработал структуру командования 20-й воздушной армии и первых глобальных стратегических военно-воздушных сил, ставшего предшественником Стратегического авиационного командования. Считал высокоточные бомбардировки наиболее гуманным и эффективным средством достижения военного успеха и посвятил свою жизнь внедрению этой стратегии, которая в конечном итоге стала ключевым принципом использования американской авиации. Его план бомбардировок Японии сорвался из-за различных неучтенных факторов, таких как высотное струйное течение в этом регионе. Был заменен на генерала Кертиса Лемея, сторонника массированных налетов на города с использованием зажигательных бомб.
Был зачинателем стратегических бомбардировок как Германии, в качестве командир первого крыла B-17 Flying Fortress в Европе, так и Японии, как первый командующий силами B-29 на Марианских островах.